# Veselivka, Ovruci
Veselivka (în ucraineană Веселівка) este un sat în comuna Nevhodî din raionul Ovruci, regiunea Jîtomîr, Ucraina.

## Demografie
Componența lingvistică a localității Veselivka
     Ucraineană (100%)
Conform recensământului din 2001, toată populația localității Veselivka era vorbitoare de ucraineană (100%).